# Ereño
Ereño è un comune spagnolo di 254 abitanti situato nella comunità autonoma dei Paesi Baschi.